# Берлінка (бібліотека)
Берлінка (пол. Berlinka або Biblioteka Pruska) — це частина Бібліотеки Ягеллонського університету, яка складається з історичних колекцій, що до Другої світової війни належали Пруській імператорській бібліотеці (сьогодні Державна бібліотека в Берліні), а після війни опинилися на території Польщі.

## Історія

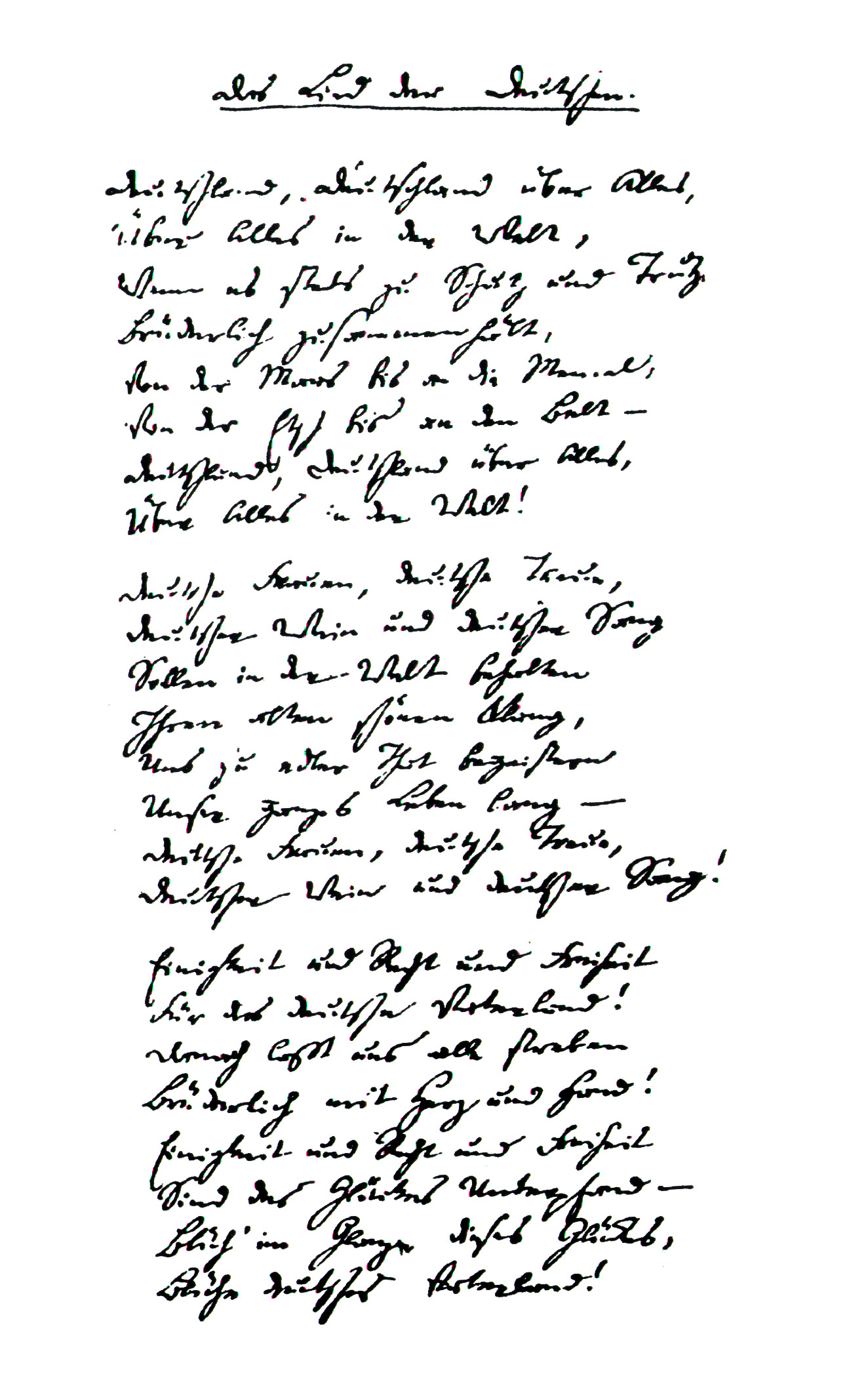
Рукопис німецького національного гімну, що зберігається в «Берлінці»

Під час Другої світової війни німецька влада ухвалила рішення евакуювати більшу частину історичних фондів Імператорської бібліотеки в Берліні, аби захистити їх від бомбардувань союзників.
Дві третини фондів було евакуйовано до землі Гессен, де книжки й документи зберігалися в соляних шахтах, а третину — до Сілезії. Після війни, внаслідок зміни кордонів, ці фонди опинилися на території Польщі.. Польський уряд проголосив своє право зберегти в себе зазначені фонди, як репарацію за шкоду, заподіяну нацистами культурній спадщині Польщі. За підрахунками польської сторони ця шкода становила не менше 20 000 000 000 американських доларів в цінах того часу. Проте велику частку фондів бібліотеки було вивезено до Москви, менш цінні книжки було розподілено серед бібліотек п'ятнадцяти «братніх» республік СРСР, найцінніші видання і досі зберігаються в Москві.
Решта фондів (більше 300 000 одиниць зберігання) була перевезена до Кракова. До 1977 року польський уряд тримав у секреті існування «Берлінки». Німецька сторона розглядала ці колекції, як такі, що загинули внаслідок війни. Проте 1977 року тодішній керівник комуністичної Польщі Едвард Герек вручив керівникові НДР Еріху Хонеккеру партитури «Зачарованої флейти» Моцарта та дев'ятої симфонії Бетховена.
Німецька преса розгорнула кампанію за повернення культурних цінностей «Берлінки» до Німеччини, спираючись на Гаазьку конвенцію 1907 року.
Після об'єднання Німеччини й укладання договорів про добросусідство між Польщею і Німеччиною питання передачі фондів бібліотеки зрушило з мертвої точки, але надалі залишається дуже контроверсійним.
На початку 2000-х Польща запропонувала створити спільну польсько-німецьку фундацію, яка опікувалася би фондами «Берлінки». Німеччина, в свою чергу, виступає за повне повернення фондів бібліотеки до Німеччини. Консенсусу досі не досягнуто.
В онлайн-каталозі Державної бібліотеки в Берліні книжки «Берлінки» позначені, як «втрачені внаслідок війни». За домовленістю бібліотек обох країн планується позначення в берлінському каталозі місцезнаходження книжок з Берлінки з польською сигнатурою, що уможливить їхнє замовлення читачами з Німеччини на короткострокове користування в рамках міжнародного бібліотечного обміну.

## Фонди Берлінки
Фонди Берлінки складають більше 300 000 одиниць зберігання, серед яких дуже багато унікальних книжок і рукописів, наприклад рукописи Гете, Мартіна Лютера, Фрідріха Шіллера, братів Грімм, рукопис Національного гімну Німеччини «Пісня Німеччини» (Deutschlandlied), більше 9 000 листів видатних діячів Німеччни, оригінальні партитури Баха, Бетховена, Моцарта. До фондів Берлінки входить велика колекція Юдаїки, багато рідкісних видань французькою, іспанською, італійською та іншими мовами.
Водночас у фондах Берлінки є багато рукописів та інкунабул з Польських монастирів Гнєзно, Гощіково, Любіна, Могільно, Пельпліна та Познані.
Фонди Берлінки досі не повністю каталогізовані. Так лише 2006 року було виявлено рукописний примірник багатотомного словника німецької мови братів Грімм.